# 裴祗
裴祗（227年—293年8月22日），字季贊，西晋大司农，爵封关中侯。
虽然生前官居九卿，但史书对他却没有太多记载。他为裴秀从弟，曾出仕曹魏，西晋年间曾任御史中丞，曾与兄弟们作《乞絕從弟儀曹郎耽喪服表》，弹劾从弟儀曹郎裴耽性情恶劣，不为兄长裴秀、儿子裴纂、裴昶服丧，发狂多年，如今去世，请求家族不为他服丧，也不葬他入祖坟。主簿刘维赞同，但戶曹屬韓壽认为裴耽是因得病发狂才有悖乱言语，并非大恶，東閤祭酒李彝、記室督田岳、學官令徐亶也反对。众人都为此作《裴祗乞绝从弟耽丧服议》。南朝宋文学家庾蔚之赞同田岳的说法，如裴耽的确有大恶，应该依法治罪，岂止是不服丧而已，裴耽因发狂去世，无罪。
《全晋文》将裴頠也误写作裴祗，导致出现了两个裴祗小传。

## 墓葬
1936年，有人盗掘裴祗墓的石质墓志一块和金质女头饰数件、铜质镶玉腰带一根，卖掉了头饰和腰带。墓志于1969年被捐献，现存洛阳博物馆。1979年河南洛阳周公庙旁工地施工时发现了裴祗墓，遂得发掘。裴祗墓的陪葬品只剩一件鎏金铜饰和些许陶器、陶俑，其墓志也没有详述其生平，只简单说了他的籍贯、生前官爵、年龄及墓中埋葬的是他和母亲東莞東武伏氏、妻子秦國陳倉馬氏、女儿裴惠庄，且都死于晋惠帝元康三年七月四日癸卯日。
该墓后被整体迁入洛阳古墓博物馆。
周海燕《裴祗墓志疏证——兼论西晋时期的社会礼俗》认为裴祗很可能是裴辑子，裴颖弟；结合史书记载，其或系在八王之乱中遭到了灭门之祸。

### 裴祗墓志
晋大司农关中侯裴祗字季赞，河东闻熹人也，春秋六十有七，元康三年七月四日薨，十月十一日已卯安措。太夫人东莞东武伏氏，夫人秦国陈仓马氏。